# Amalia Regina von Zinzendorf

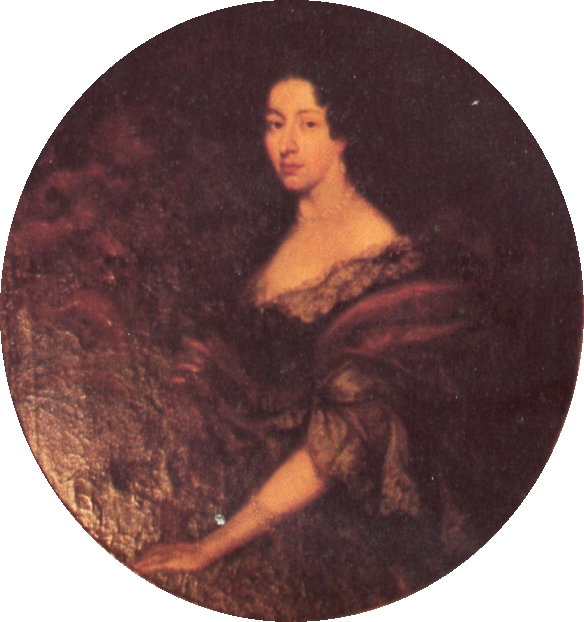
Porträt von Gräfin Amalia Regina von Zinzendorf und auf Schloss Castell.

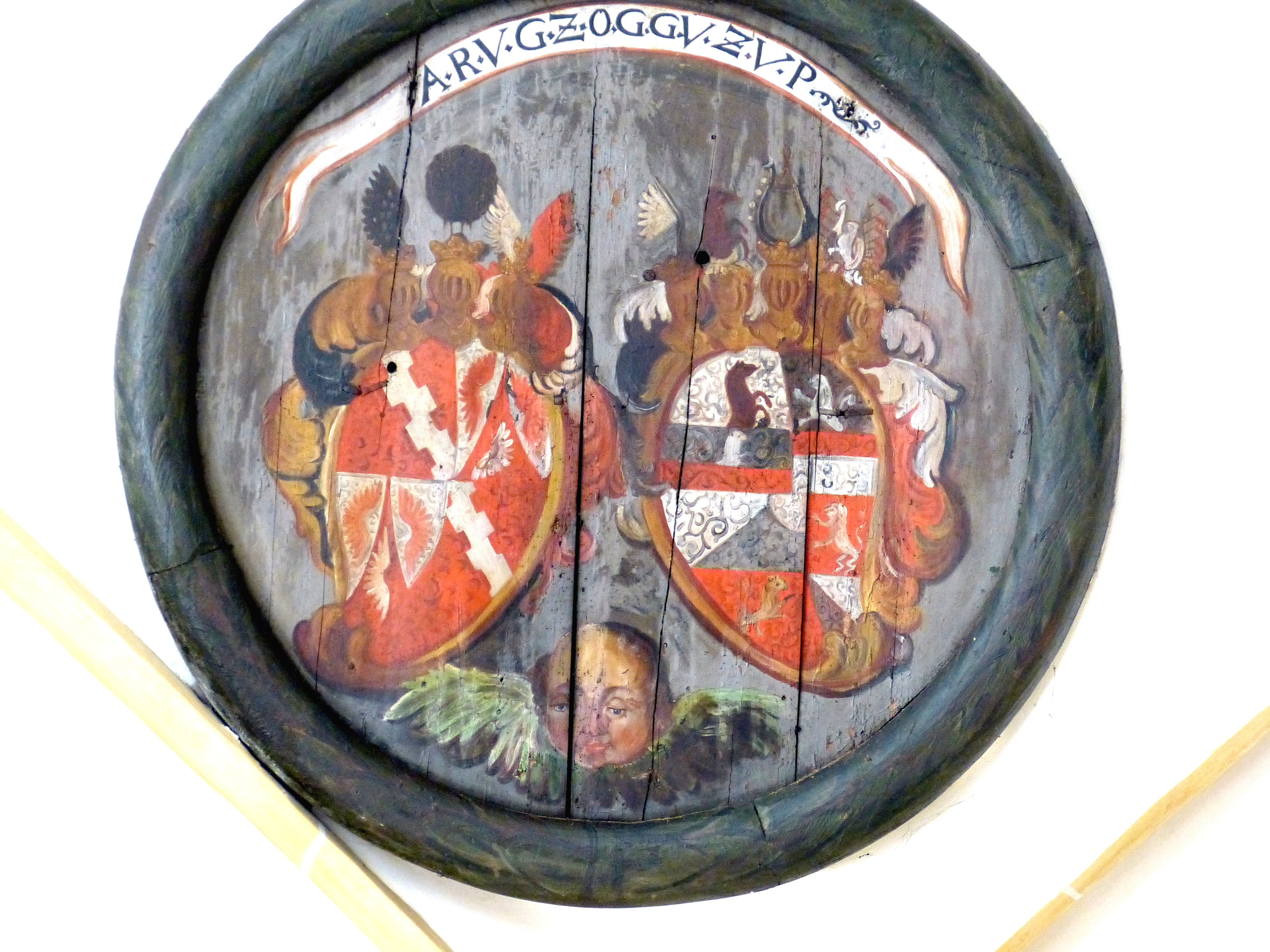
Totenschild Amalia Reginas in der evangelischen Marktkirche Ortenburg. Es befindet sich an der Decke im Kirchenschiff über dem Eingang zur gräflichen Gruft.

Amalia Regina (auch Amalie Regina) von Zinzendorf und Pottendorf, verheiratete Reichsgräfin von Ortenburg (* 2. November 1663 in Regensburg; † 15. April 1709 in Ortenburg) war die zweite Tochter von Maximilian Erasmus von Zinzendorf und Anna Amalia von Dietrichstein.
Nach ihrer Heirat in das gräfliche Haus Ortenburg blieb sie zunächst stets im Hintergrund. Als ihr Ehemann jedoch todkrank war bzw. sie vormundschaftlich für ihren Sohn regierte, war sie für die kleine Reichsgrafschaft eine Wohltäterin, an die man sich bis heute erinnert. So versöhnte sie sich mit der Bürgerschaft Ortenburgs und sicherte durch die Einführung der allgemeinen Schulpflicht im Jahre 1703 die Zukunft der Kinder des Marktes.

## Leben und Wirken
Über ihre Kindheit ist nicht sehr viel bekannt. Geboren wurde sie in der evangelischen Reichsstadt Regensburg. Es ist anzunehmen, dass sie einen Großteil ihrer Jugend in den evangelischen Reichsstädten Nürnberg und Regensburg verbrachte.
In ersterer Stadt wurde am 1. Juni 1685 der Ehevertrag zwischen Amalia Regina und dem Ortenburger Grafen Georg Philipp geschlossen. Am selben Tag fand auch die Hochzeit statt. Während der Regentschaft ihres Ehegatten blieb sie stets im Hintergrund. Ihre besondere Frömmigkeit zeichnete sie hingegen aus, sie verpasste keine Gebetsstunde in der Kirche.
Am 5. Mai 1702 verstarb schließlich ihr Mann. Mit Zustimmung Kaiser Leopolds I. übernahm Amalia Regina die Vormundschaft über ihren Sohn. Zugleich übernahm sie damit vorläufig die Regentschaft der Reichsgrafschaft, welche sie bis ins Jahre 1706 innehaben sollte. Die Gräfin übernahm die kleine Grafschaft inmitten der Wirren des Spanischen Erbfolgekrieges (1701–1714). Dennoch konnte sie dafür sorgen, dass Ortenburg zum Großteil verschont blieb, während in ganz Bayern und Österreich die Städte und Orte brannten. Um ihren Sohn hingegen vor dem Kriegsdienst für Kaiser Leopold zu bewahren, sandte sie Johann Georg zu Bildungszwecken in das Vereinigte Königreich.
Am 2. April 1703 erreichte der Kriegsschauplatz kurzfristig auch Ortenburg. Kaiserliche und sächsische Truppenverbände unter der Führung von General Graf Schlick marschierten in die Grafschaft ein. Die 40 kurfürstlich-bayerischen Soldaten auf dem Marktplatz ergaben sich aufgrund der Gegnerzahl ohne große Gegenwehr und wurden gefangen genommen. Kurz darauf zogen die Truppen zu Schloss Alt-Ortenburg und ließen es öffnen. Bereits einen Tag später zogen die kaiserlichen Truppen weiter. Von da an lebte Ortenburg wieder in Frieden.

### Wohltäterin der Grafschaft

#### Versöhnung mit der Bevölkerung
Nach dem Tod ihres Mannes machte sich die Gräfin daran, sich mit den Bürgern Ortenburgs wieder zu versöhnen. Seit 1698 schwelte zwischen dem Grafengeschlechte und den Marktbewohnern ein Streit um die Steuern. Dieser wurde zwar im Jahre 1700 mit einem Vergleich gelöst, Georg Philipp hingegen weigerte sich einen schriftlichen Vertrag mit seinen Untertanen zu unterzeichnen. Dies führte weiterhin zu Missmut und Protesten der Bürger Ortenburgs. Kraft ihrer Vollmachten als Vormund ihres Sohnes Johann Georg nahm sie den Vergleich schriftlich an und beendete damit den Konflikt.

#### Einführung der allgemeinen Schulpflicht
Die Reichsgrafschaft konnte im Jahre 1703 bereits auf eine genau 140-jährige Schultradition zurückblicken. 1563 legte einst Graf Joachim den Grundstock für die Ortenburger Schule. Mit der Reformationseinführung wurde zugleich festgelegt, den neu eingeführten evangelischen Glauben in Ortenburg mit Schulunterricht zu festigen und weiter zu verbreiten. Der Besuch der Schule war jedoch nicht Pflicht, sondern wurde lediglich empfohlen. Im Laufe der Zeit entwickelten sich die Schulmeister zu den Verteidigern des protestantischen Glaubens. In der Zeit katholischer Regenten förderten die Schulmeister vehement das Wissen der evangelischen Lehre.
Ende des 17. Jahrhunderts hatte sich hingegen die schulische Lage des Ortes stark verschlechtert. Einerseits herrschte immer weniger Interesse innerhalb der Bevölkerung, andererseits konnten sich die Eltern die Kosten aufgrund der stetig steigenden finanziellen Belastung nicht mehr leisten. Gefördert wurde dieser Missstand zusätzlich durch den Steuerkonflikt zwischen den Jahren 1698 und 1702 mit dem Grafengeschlecht.
Viele Eltern erkannten nicht die Wichtigkeit von Lesen, Rechnen, Schreiben und unterrichtetem Latein. Im Gegenteil, viele nahmen ihre Kinder aus dem Unterricht und brachten sie zum Pfarrer. Jener sollte den Kindern das Notwendigste an Wissen beibringen. An den evangelischen Lehrmeistern konnte dies nicht liegen, da das Grafengeschlecht stets dafür sorgte, dass hochqualifizierte Lehrmeister an der Schule waren.
Noch zu Lebzeiten ihres Mannes Georg Philipp setzte sich Gräfin Amalia Regina für die Schule ein. Während ihr Mann bereits todkrank war, versandte sie Bittbriefe an protestantische Landesfürsten. In den Briefen bat die Gräfin um Hilfe und Spenden für die Sanierung des inzwischen stark verwitterten und heruntergekommenen Schulgebäudes. Amalia Regina war dabei sehr erfolgreich, die Fürsten spendeten insgesamt 1874 Gulden und 13 Kreuzer.
Da sie ein besonderes Herz für Kinder hatte und vor allem dem Nachwuchs in der Grafschaft eine gute Erziehung und Bildung mit auf den Lebensweg geben wollte, führte sie kurz nach ihrer Amtsübernahme am 27. Januar 1703 mit der sogenannten Schulordnung die allgemeine Schulpflicht in Ortenburg ein. Die Gräfin folgte somit den meisten protestantischen Fürsten im Heiligen Römischen Reich. Die konservativen, katholischen Fürsten weigerten sich jedoch ebenso, die Schulpflicht einzuführen, und so kam es, dass in Ortenburg dies 99 Jahre vor dem bayerischen Umland geschah. Die Schulordnung ließ Amalia Regina 1706 schließlich in die neue Kirchenordnung mit einfließen.
Grundlage für Amalia Reginas Schulordnung war der sogenannte Gothaer Schulmethodus in der dritten Fassung aus dem Jahre 1672 von Herzog Ernst I. Dieses Werk galt zu jener Zeit als Meisterwerk für ein schulisches System und bildete den Grundstock für viele Verordnungen dieser Art. Die Ortenburgerin passte den Schulmethodus gemeinsam mit Georg Serpilius und Johann Konrad Feuerlein an die Umstände in der Reichsgrafschaft an. Laut Forschungen Wilfried Hartlebs lässt sich in der Ortenburger Schulordnung auch indirekt eine Verbindung zu August Hermann Francke erkennen.
In der gräflichen Verordnung wurde festgelegt, dass alle Kinder ab dem fünften Lebensjahr schulpflichtig waren. Unterrichtsinhalt sollte Lesen, Schreiben und die Erziehung zu einem guten Christen sein. Der Unterricht sollte an allen Wochentagen stattfinden von 7 bis 10 Uhr morgens und 12 bis 15 Uhr nachmittags. Ebenso wurde festgelegt, dass die Kinder sowohl im Sommer als auch im Winter unterrichtet werden sollten. Um auch armen Kindern den Schulbesuch zu ermöglichen, wurden ihnen die Kosten für den Unterricht und die Schulmaterialien erlassen. Diese wurden stattdessen über Spenden finanziert.
Da der Gräfin bewusst war, dass viele Ortenburger nicht viel von einer Schulbildung hielten, führte sie Regelungen ein, welche sie zwangen, ihre Kinder zur Schule zu bringen. So mussten Eltern für jeden Tag, an dem das Kind nicht den Unterricht besuchte, eine Strafe zahlen, welche sich pro Tag verdoppelte.

#### Wohltaten für die evangelische Kirchengemeinde
Gräfin Amalia Reginas tiefe Gläubigkeit drückte sich auch während ihrer Regentschaft aus. So ließ sie ab 1703 den Innenraum der Marktkirche neu gestalten und in heutiger Form errichten. Grund war, dass die Kirche ehemals nur als Kapelle gedacht war und der Innenraum dem Zustrom von Gläubigen oft nicht gewachsen war. Somit ließ Amalia Regina die Empore erweitern und nochmals aufstocken. Dabei wurde das Kirchenschiff um die neuen Emporenaufgänge verlängert. Ebenso wurde der Altarraum umgestaltet, sodass vor die Tumba Graf Joachims der neue Altar errichtet wurde. Der Umbau wurde 1706 schließlich fertiggestellt. Im selben Jahr führte die Gräfin eine neue Kirchenordnung ein, darin wurde die Schulordnung ebenso integriert, aber auch die Konfirmation wurde endgültig festgeschrieben, diese hatte sie bereits 1703 mit der Schulpflicht in Ortenburg eingeführt. Des Weiteren gründete Amalia Regina eine Pfarrbibliothek.

## Nachkommen
Aus der Ehe mit Georg Philipp entstammen folgende Kinder:
- Johann Georg (* 14. November 1686 in Ortenburg; † 4. November 1725 ebenda), Graf von Ortenburg ⚭ (I) Susanne Louise (* 3. Oktober 1692 in Nürnberg; † 3. März 1709 in Ortenburg), Gräfin von Zinzendorf und Pottendorf; ⚭ (II) Maria Albertina (* 20. Mai 1686 in Usingen; † 14. Januar 1786 in Ortenburg), Prinzessin von Nassau-Saarbrücken in Usingen
- Albrecht Friedrich (* 16. November 1687 in Ortenburg; † 18. März 1688 ebenda)